# 殉教者ケテヴァン

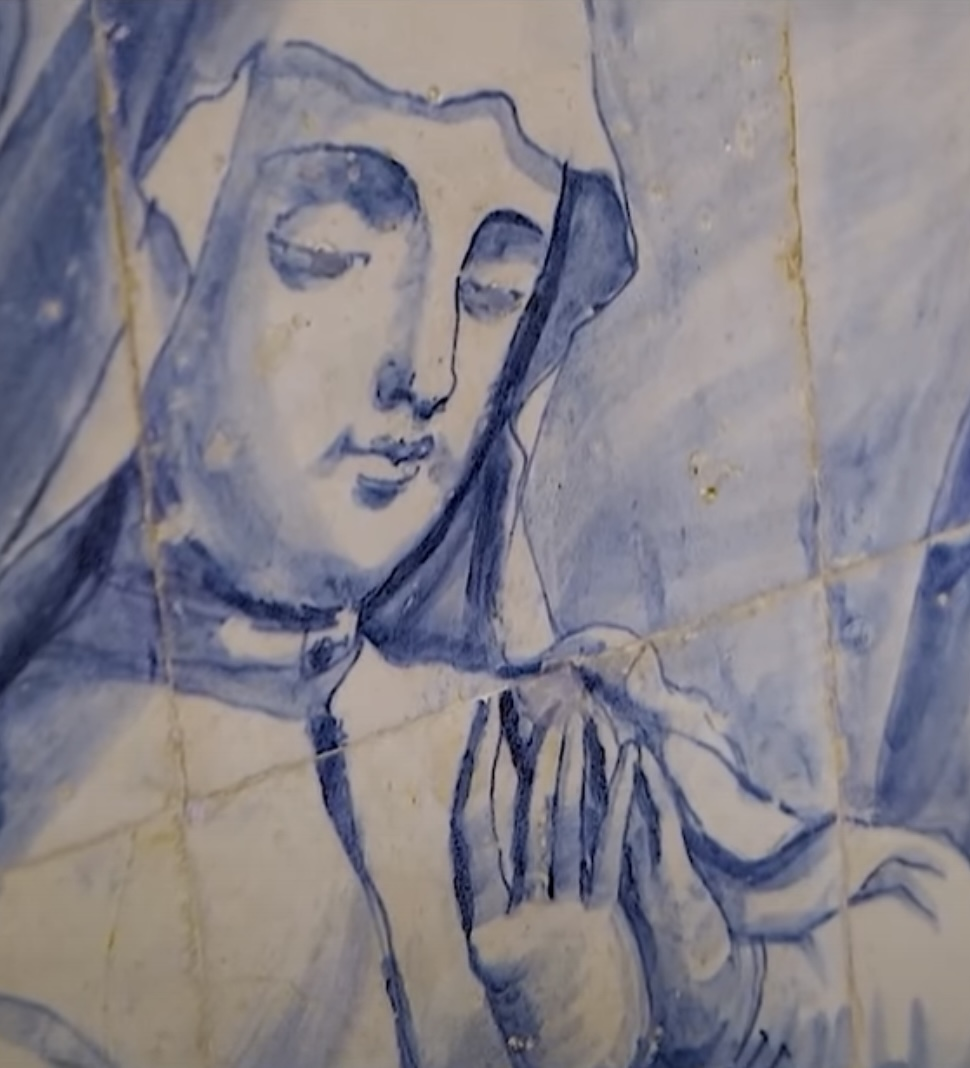
殉教者ケテヴァン

殉教者ケテヴァン（グルジア語: ქეთევან წამებული / ketevan tsamebuli, 1560年ごろ – 1624年9月13日） は、歴史的グルジアの東部にあったカヘティ王国の王妃又は王太后（以下、地位について特に正確に言及する必要がある場合を除き、「女王」と呼ぶ）であった人物。1605年に生じた王室の内紛に際して、在地の貴族たちをまとめ、内紛を終わらせた。1614年にイランへ行き、シーラーズで人質生活を送った。キリスト教の信仰が篤い人物であったとされ、サファヴィー朝のシャー・アッバース大王にイスラームへの改宗を要求されたが、これを拒んだため、拷問を受けて殉教したと伝えられる。グルジア正教会やローマ・カトリック教会の聖人。

## 生涯
ケテヴァンはバグラティオニ王家の傍系ムフラニ家のアショタン公の娘である。カヘティ王アレクサンドレ2世の成人した三人の息子の一人で、王位継承権のある長男、ダヴィトと結婚した。なお、アレクサンドレの息子のうち、残る二人は、ギオルギとコンスタンティネである。コンスタンティネはイスラームに改宗し、イスファハーンのアッバース1世の宮廷で育てられていた。1602年に突然ダヴィトが亡くなると、ケテヴァンは11世紀からカヘティ王家の墓所となっていたアラヴェルディ修道院に入った。カヘティ王位には、ダヴィトの父アレクサンドレが復した。
1602年から1605年までアッバース1世がグルジア諸国の王たちにオスマン朝への軍事行動を共にするように要請し、アレクサンドレがカルトリ王国のギオルギ10世と共に遠征に出ている間、ギオルギ王子がロシアのツアーリに忠誠を誓った。1605年3月にアレクサンドレがコンスタンティネをともなって遠征から帰ったところ、帰着から数日間のうちに、コンスタンティネがアレクサンドレとギオルギを殺害し、王位を奪った。ケテヴァンは父殺しを誅する名分の下にカヘティ王国の貴族を結集し、コンスタンティネとその腹心のクズルバシュらに対して反乱を起こした。コンスタンティネは戦死した。
サファヴィー朝の正史（『アフダル・アッタワーリフ』）の書記者ファドリー・フザーニーによると、ケテヴァンは、生き残ったコンスタンティネの支持者やクズルバシュの将官らを寛大に取り扱い、傷ついた敵方の兵士に治療を命じ、望むなら自軍への編入を受け入れた。また、いくさで損害をこうむったムスリムの商人には補償を与え、自由の身にした。また、コンスタンティネの亡骸を棺に納め、アルダビールに送った。
上述の蜂起の後、ケテヴァンは、1603年に誕生していた未成年の自分の息子テイムラズをカヘティの王にすることの承認を、グルジアに宗主権を及ぼすサファヴィー朝のシャー・アッバース大王に取り付けた。なお、彼女自身は摂政を担うつもりでいた。1614年にケテヴァンはテイムラズの名代としてシャー・アッバースのもとへ赴いたが、最終的に、サファヴィー朝によるカヘティ王国への侵攻を回避することに失敗した。自ら人質となった女王は、数年間、貴人の待遇でシーラーズに留め置かれた。しかしながら、1624年に、テイムラズがオスマン朝と同盟を組むアルメニアへの攻撃に非協力であることに怒ったシャー・アッバースが、その腹いせに女王にキリスト教の棄教を命じた。女王が拒むと、シャーは赤く熱したやっとこで拷問を加えさせ、死に至らしめた。
バラバラになったケテヴァンの遺骸の一部は、彼女の殉教を目撃していたポルトガル出身のローマ・カトリック、アウグスティノ会の伝道師によりひそかにグルジアへと持ち去られ、アラヴェルディ修道院に埋葬された。

## 歴史的意味の付与

リスボンのコンヴェント・ダ・グラサ教会内部に描かれたフレスコ画より、「ケテヴァン女王殉教の光景」

ケテヴァンは、ジョルジャゼ家出身のザカリア総主教　(1613–1630)　により列聖され、9月13日（ただし、グレゴリオ暦における9月26日にあたる）が記念日としてグルジア正教会により定められた。
アウグスティノ会士らが物語ったケテヴァンの殉教ストーリーは、息子のテイムラズにより都合よく脚色され、1625年にはテイムラズの詩集『ケテヴァン女王の受難』（წიგნი და წამება ქეთევან დედოფლისა, ts'igni da ts'ameba ketevan dedoplisa; 1625）に詠われた。のみならず、1657年にはドイツの劇作家アンドレアス・グリューフィウスにより、『カタリーネ・フォン・ゲオルギーエン』（Katharine von Georgien, 1657）の題名で古典悲劇化された。近世に入ると、ヴァフヴァヒシヴィリ家出身でダヴィト・ガレジ修道院の修道士であったグリゴル・ドドルケリ（Grigol Dodorkeli）が、ケテヴァンの生涯や殉教を題材に、いくつかの読み物や聖画、讃歌を制作した。19世紀にはスコットランドの詩人ウィリアム・フォーサイスが『キーラヴェインの殉教』（The Martyrdom of Kelavane, 1861）と題した詩を制作した。フォーサイスの作品は、ジャン・シャルダンの伝えたストーリーに基づいている。

## 聖遺骸探し

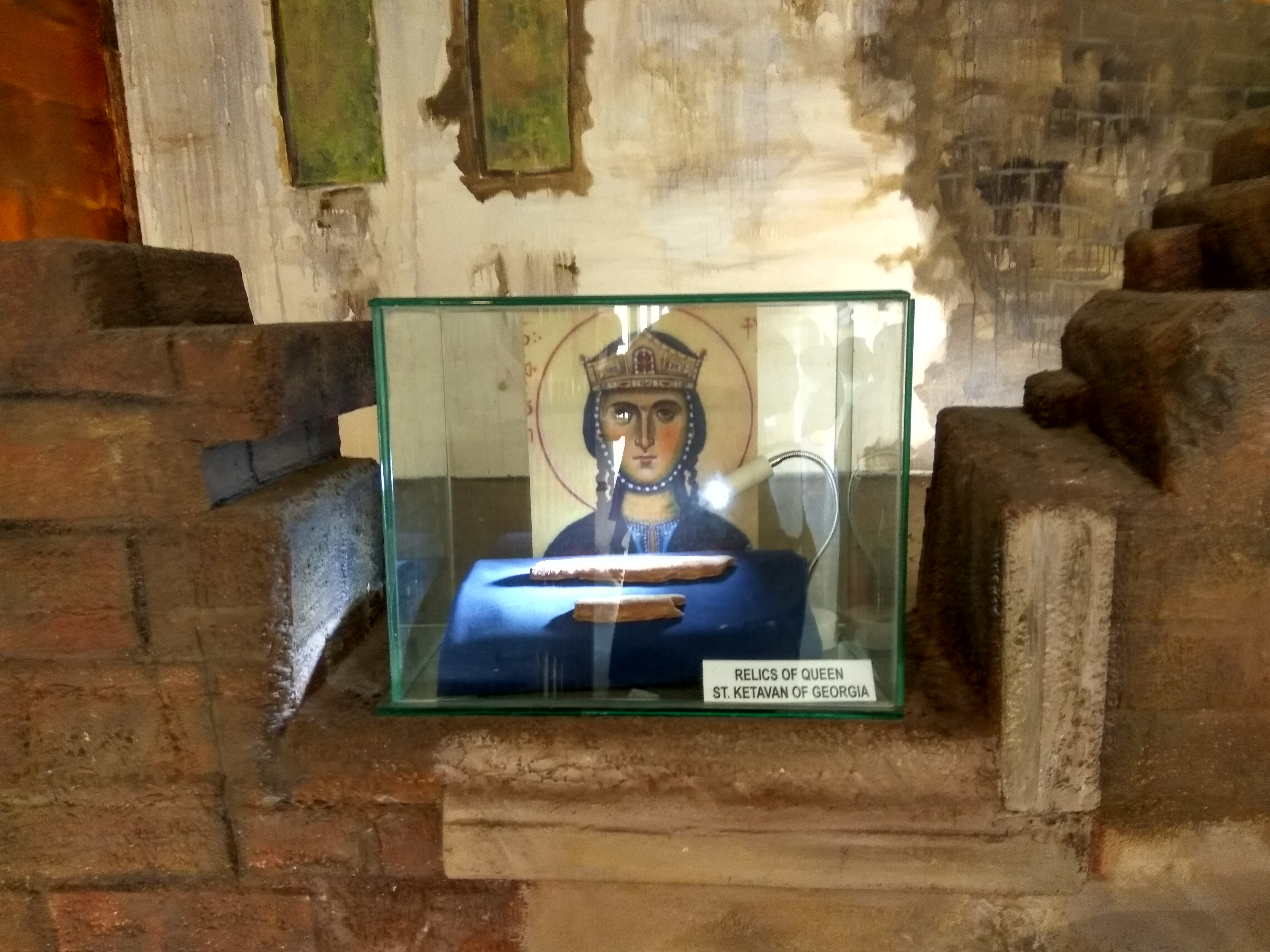
ゴアにある聖ケテヴァン女王の聖遺骸

遺骸の残りは、インドのマラバール海岸にポルトガルが築いた植民地ゴアに建てられていたアウグスティノ会の教会に埋葬されたという言い伝えがあり、21世紀に入って同教会の遺構の調査が数回、行われた。その結果、2013年後半に、ケテヴァンの遺骸の発見がなされたとされた。
グルジア人にとってケテヴァン女王の存在は重要であるため、女王の「聖遺骸探し」が過去数十年にわたって行われてきた。その活動は特にゴアにおいて盛んで、ソヴィエト連邦崩壊の1989年以来、何度も調査団がグルジアからインドに派遣され、インド考古調査局とともにケテヴァンの埋葬場所を特定しようと調査を行った。調査は旧ゴアにあるアウグスティノ会修道院、無原罪の聖母修道院の廃墟において行われた。しかしながら、調査チームがケテヴァンの埋葬場所の手がかりとなるポルトガル語の文献を正しく解釈することができなかったため、調査は挫折することとなった。
ポルトガル語の史料によれば、ケテヴァンの手のひら部分と腕の骨の断片が石の骨壷に収められた状態で、アウグスティノ会修道院の司教座聖堂の中にある窓の一つの下に埋められているという。2004年5月に、ポルトガル在住のインド共和国国籍人の建築家とインド考古調査局の協力により、史料中の司教座聖堂と窓の位置の特定が成った。そして、骨壷自体は見つからなかったものの、くだんの窓のすぐ近くから、その笠石と多数の骨の破片が出土した。
ハイデラバードのインド国立細胞分子生物学研究センターの研究者らが、出土した骨に含まれるミトコンドリアDNAの配列を特定し、ハプロタイプを調べる分析を行ったところ、ハプログループU1bに属することが判明した。このミトコンドリアDNAハプログループは、インドには珍しく、グルジアとその周辺地域に見られるものである。遺伝学的分析と、考古学的、文献学的証拠によれば、出土した骨はグルジアの女王ケテヴァンのものである可能性があると結論された。なお、手のひらと腕の骨の一部を同一の骨壷に入れたのは、アウグスティノ会士 Jerónimo da Cruz と Guilherme de Santo Agostinho であったと記録されている。